# Прямая сумма
Символ {\displaystyle \oplus } означает взятие прямой суммы; это также символ Земли в астрономии и астрологии и символ операции исключающее «или».
Прямая сумма — производный математический объект, создаваемый по определённым ниже правилам из базовых объектов. В качестве базовых чаще всего выступают векторные пространства или абелевы группы. Существует также обобщение данной конструкции для банаховых и гильбертовых пространств.
Прямая сумма двух объектов {\displaystyle A} и {\displaystyle B} обозначается {\displaystyle A\oplus B}, а прямая сумма произвольного множества объектов {\displaystyle A_{i}} — как {\displaystyle \bigoplus _{i\in I}A_{i}}. При этом произвольное {\displaystyle A_{i}} называется прямым слагаемым {\displaystyle \bigoplus _{i\in I}A_{i}}.

## Прямая сумма конечного числа подпространств
Говорят, что линейное пространство {\displaystyle X} есть прямая сумма своих подпространств {\displaystyle M_{1},\dots ,M_{n}}:
{\displaystyle X=M_{1}\oplus \dots \oplus M_{n},}
если каждый вектор {\displaystyle x\in X} представляется в виде суммы
{\displaystyle x=m_{1}+\dots +m_{n},\quad m_{i}\in M_{i},\quad (\ast )}
и притом единственным образом.

### Комментарий
Последнее условие («единственным образом») весьма существенно. Без него получается просто определение суммы подпространств (обозначается {\displaystyle X=M_{1}+\dots +M_{n}}). Из определения линейного пространства следует, что условие единственности разложения ({\displaystyle \ast }) для каждого вектора {\displaystyle x\in X} равносильно условию единственности разложения ({\displaystyle \ast }) только для нулевого вектора (для {\displaystyle x=0} в сумме ({\displaystyle \ast }) все слагаемые {\displaystyle m_{i}=0}).

### Примеры
- Трёхмерное линейное пространство является прямой суммой плоскости (то есть двумерного подпространства) и любой прямой (одномерного подпространства), не лежащей в этой плоскости, а также прямой суммой любых трёх не лежащих в одной плоскости прямых. Трёхмерное линейное пространство является суммой двух несовпадающих плоскостей, но не является их прямой суммой, так как пересечение плоскостей даёт прямую (и поэтому нулевой вектор может быть представлен бесконечным числом способов: {\displaystyle 0=m_{1}+m_{2}}, где {\displaystyle m_{1}} и {\displaystyle m_{2}} — противоположные векторы на этой прямой).

- Пространство многочленов степени не больше {\displaystyle n} (от фиксированного числа переменных) может быть представлено в виде прямой суммы {\displaystyle M_{0}\oplus M_{1}\oplus \cdots \oplus M_{n},} где {\displaystyle M_{i}} — подпространство однородных многочленов степени {\displaystyle i}. Если в определении {\displaystyle M_{i}} убрать условие однородности, то сумма перестанет быть прямой.

## Прямая сумма конечного числа пространств
Понятие прямой суммы {\displaystyle X=M_{1}\oplus \dots \oplus M_{n}} распространяется на случай, когда {\displaystyle M_{1},\dots ,M_{n}} изначально не являются подпространствами какого-либо одного объемлющего линейного пространства. Чтобы избежать путаницы, прямая сумма в этом смысле называется внешней прямой суммой, тогда как прямая сумма подпространств называется внутренней прямой суммой.
Пусть {\displaystyle M_{1},\ldots M_{n}} — векторные пространства над полем {\displaystyle K}. Определим множество-носитель {\displaystyle X} как декартово произведение множеств {\displaystyle X=M_{1}\times \dots \times M_{n}} и введём на нём операции векторного пространства с помощью формул
{\displaystyle (x_{1},\ldots ,x_{n})+(y_{1},\ldots ,y_{n})=(x_{1}+y_{1},\ldots ,x_{n}+y_{n})\quad x_{i},y_{i}\in M_{i}\quad (*)}
{\displaystyle \alpha (x_{1},\ldots ,x_{n})=(\alpha x_{1},\ldots ,\alpha x_{n}),\quad x_{i}\in M_{i},\alpha \in K\quad (**)}
Для каждого {\displaystyle i} существуют естественные вложения {\displaystyle f:M_{i}\to X}, такие что {\displaystyle f(M_{i})} — это в точности множество тех векторов, все координаты которых в прямом произведении, кроме {\displaystyle i}-й координаты, равны нулю. Если отождествить пространства {\displaystyle M_{i}} с соответствующими подпространствами в {\displaystyle X}, каждый вектор {\displaystyle x\in X} однозначно представим в виде {\displaystyle x=m_{1}+\dots +m_{n},} {\displaystyle m_{i}\in M_{i},} следовательно, {\displaystyle X} является внутренней прямой суммой {\displaystyle M_{i}}.
Аналогичным образом определяется прямая сумма модулей над кольцом {\displaystyle K} (и, в частности, прямая сумма абелевых групп, являющихся модулями над кольцом целых чисел).

## Прямая сумма произвольного множества пространств
Только при рассмотрении прямой суммы бесконечного числа пространств проявляется её отличие от прямого произведения этих пространств. Пусть {\displaystyle M_{i}} — индексированное семейство векторных пространств над полем {\displaystyle K}, тогда их прямая сумма — это множество конечных формальных сумм
{\displaystyle \sum \limits _{i\in I}x_{i},\;x_{i}\in M_{i}}
с покомпонентными операциями сложения и с операцией умножения на скаляр {\displaystyle \alpha \in K}:
{\displaystyle \alpha \left(\sum _{i\in I}x_{i}\right)=\sum _{i\in I}\alpha x_{i}}.
Очевидно, сумма двух конечных сумм — вновь конечная сумма, поэтому прямая сумма замкнута относительно операций векторного пространства. Для того чтобы определить прямую сумму модулей, достаточно поле {\displaystyle K} заменить на некоторое кольцо.

## Свойства прямой суммы
- Если векторное пространство {\displaystyle X} конечномерно, то {\displaystyle \dim X=\dim M_{1}+\ldots +\dim M_{n}}. Аналогичные утверждения верны для ранга абелевой группы и длины модуля.
- Объединение базисов линейных подпространств {\displaystyle M_{i}\;(i=1,\dots ,n}) есть базис {\displaystyle X}.
- Каждое векторное пространство над полем {\displaystyle K} изоморфно прямой сумме некоторого множества копий {\displaystyle K}. Также это верно для свободных модулей.
- Операция прямой суммы двух пространств коммутативна и ассоциативна с точностью до изоморфизма.
- Группа K-линейных гомоморфизмов из прямой суммы пространств изоморфна произведению групп гомоморфизмов из отдельных пространств:

{\displaystyle \operatorname {Hom} _{K}{\biggl (}\bigoplus _{i\in I}M_{i},L{\biggr )}\cong \prod _{i\in I}\operatorname {Hom} _{K}\left(M_{i},L\right).}
В частности, пространство, двойственное к прямой сумме пространств, изоморфно произведению пространств, двойственных к компонентам прямой суммы.